# 赵树理旧居
赵树理旧居，位于山西省太原市杏花岭区杏花岭街道精营东边街社区南华门15号，南华门历史文化街区范围内。是中华人民共和国山西省文物保护单位之一。

## 建筑
这是一座晚清四合院民居建筑，占地面积308平方米，现存院门、南房、东房、垂花门，均为硬山顶。

## 历史
1965年，作家赵树理（1906—1970）回山西文联工作，在此居住。文化大革命中，1970年6月23日被隔离审查，9月23日遭迫害致死，终年64岁。

## 保护
1998年赵树理旧居设文物点。2004年6月10日，赵树理旧居公布为山西省文物保护单位，是一座近代现代重要史迹和代表性建筑，编号4-219。2006年为赵树理诞辰100周年，赵树理旧居修缮开放展出，设东厢房、西厢房、南厢房三个展厅。
赵树理在北京期间的旧居，位于东总布胡同53号中国作家协会。1986年此处作为“旧宅院”公布为东城区文物保护单位，现已拆除。